# Cetonia filchnerae
Cetonia filchnerae är en skalbaggsart som beskrevs av Hermann Julius Kolbe 1908. Cetonia filchnerae ingår i släktet Cetonia och familjen Cetoniidae. Inga underarter finns listade i Catalogue of Life.